# Demain, 18 ans
Pour plus de détails, voir Fiche technique et Distribution.
Demain, 18 ans (Kohta 18) est un film finlandais réalisé par Maarit Lalli, sorti en 2012.

## Synopsis
L'histoire de cinq adolescents finlandais : Karri, Pete, André, Akseli et Joni.

## Fiche technique
- Titre : Demain, 18 ans
- Titre original : Kohta 18
- Réalisation : Maarit Lalli
- Scénario : Maarit Lalli et Henrik Mäki-Tanila
- Musique : Kepa Lehtinen
- Photographie : Maarit Lalli, Jan Nyman, Rauno Ronkainen et Harri Räty
- Montage : Maarit Lalli et J. Tervakari
- Production : Maarit Lalli
- Société de production : Huh huh
- Société de distribution : Baba Yaga Distribution (France)
- Pays :  Finlande
- Genre : Drame
- Durée : 110 minutes
- Dates de sortie : 
  -  Finlande : 9 mars 2012
  -  France : 3 avril 2013

## Distribution
- Henrik Mäki-Tanila : Karri
- Elina Knihtilä : la mère de Karri
- Karim Al-Rifai : André
- Werner Lalli : Max
- Mari Perankoski : la mère d'André
- Anton Thompson Coon : Pete
- Elsa Pajanen : Kiira
- Hannu-Pekka Björkman : le père de Pete
- Tarja Heinula : la mère de Pete
- Arttu Lähteenmäki : Akseli
- Ilari Johansson : le père d'Akseli
- Esko Roine : le grand-père d'Akseli
- Marja Packalén : la grand-mère d'Akseli
- Ben Thompson Coon : Joni
- Niina Nurminen : Tiina Järvinen, la mère de Joni
- Mats Långbacka : Tomas Ericsson, le beau-père de Joni
- Nelly Staff : la sœur de Jon
- Turkka Mastomäki : Cop
- Kaija Pakarinen : Leena Heinola

## Distinctions
Le film a été nommé pour six Jussis et en a remporté trois : Meilleur film, Meilleure réalisation et Meilleur scénario.